# Mary Mapes Dodge

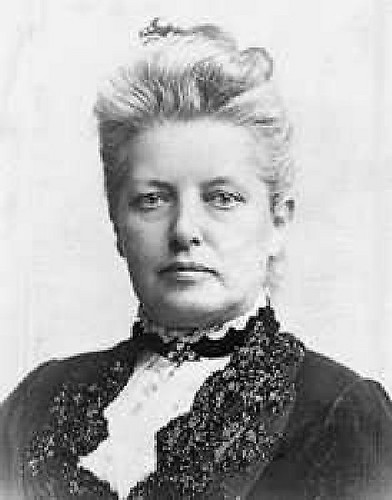
Mary Mapes Dodge

Mary Mapes Dodge (New York, 26 januari 1831 — aldaar, 21 augustus 1905) was een Amerikaans kinderboekenschrijfster en redacteur, vooral bekend van haar boek Hans Brinker of de zilveren schaatsen.
Mary werd geboren als Mary Elisabeth Mapes, dochter van professor James Jay Mapes en Sophia Furman in New York. Ze genoot een goede opleiding door middel van privéleraren. In 1851 huwde ze met advocaat William Dodge, binnen de vier volgende jaren baarde ze twee zonen, James en Harrington. In 1858 stond haar man William voor ernstige financiële problemen en ontvluchtte zijn gezin. Een maand na zijn verdwijning werd zijn lichaam gevonden, vermoedelijk door verdrinking om het leven gekomen.
In 1859 begon ze met schrijven en redigeren. Ze werkte met haar vader samen om twee bladen uit te geven, getiteld de Working Farmer en de United States Journal. Binnen enkele jaren kende ze grote successen met een reeks korte verhalen, waarvan de bundel van The Irvington Stories (1864) het bekendst werd. Dodge schreef kort daarna haar kinderboek over Hans Brinker en de zilveren schaatsen, dat een enorm succes werd. 

## Werken
Proza
- Irvington Stories, 1864
- Hans Brinker or The Silver Skates, 1865
- A Few Friends and How They Amused Themselves, 1869
- Baby Days, 1876
- Donald and Dorothy, 1883
- Baby World, 1884
- The Land of Pluck, 1894

Verzen
- Rhymes and Jingles, 1874
- Along the Way, 1879
- When Life Is Young, 1894

- Bibsys: 90839677
- Biblioteca Nacional de España: XX1014894
- Bibliothèque nationale de France: cb11900298z (data)
- CiNii: DA04936485
- Digitale Bibliotheek voor de Nederlandse Letteren: dodg001
- Gemeinsame Normdatei: 119269082
- International Standard Name Identifier: 0000 0001 1585 7670
- Library of Congress Control Number: n79058499
- Nationale Bibliotheek van Letland: 000023064
- Bibliotheek van het Japanse parlement: 00438043
- Nationale Bibliotheek van Tsjechië: xx0011238
- Nationale Bibliotheek van Israël: 987007313287805171
- Nederlandse Thesaurus van Auteursnamen: 069877432
- Réseau des bibliothèques de Suisse occidentale: 02-A012562326
- Istituto Centrale per il Catalogo Unico: CFIV047105
- LIBRIS: 49460
- SNAC: w6cz37pw
- Système universitaire de documentation: 032321279
- Virtual International Authority File: 2469452
- WorldCat: E39PBJjRWXgMVgXCtMrjbr7JXd